# Ручная тележка
Ручная тележка — приспособление для ручной перевозки грузов. Состоит из колёс (их количество зависит от модификации и назначения тележки), рамы в разных вариантах и ручек для удобного хвата.

## Применение
Ручные тележки для индивидуального пользования, иногда имеют в своей конструкции дополнительное корыто для перевозки сыпучих или жидких грузов, металлическую платформу или сумку для перевозки личных вещей или товаров. Для перемещения тележку можно тянуть за собой, либо толкать перед собой.
Для перемещения больших грузов (обычно в производственных или складских помещениях) может применяться гидравлическая ручная тележка.
Для перемещения грузов по лестницам могут использоваться ручные тележки с особой конструкцией колёс (блок, состоящий из трёх-пяти колёс с каждой стороны) или с гусеничным ходом.
В медицинских учреждениях и домах престарелых такие конструкции, наряду с лифтами, используются для перемещения людей в инвалидных колясках.

## Галерея
- Складная ручная тележка (укр. кравчучка)
- Ручная тележка
- Ручная тележка с откидной нижней частью
- Ручная тележка для перевозки бидона
- Многоколёсная ручная тележка для перемещения по лестницам
- Гидравлическая ручная тележка
- Четырёхколёсная платформенная тележка